# Milano-Sanremo 1908
La Milano-Sanremo 1908, seconda edizione della corsa, si disputò il 5 aprile 1908, per un percorso totale di 283,4 km, e fu vinta dal belga Cyrille Van Hauwaert con il tempo di 11h33'00".
Alla partenza alle 5.45 (in ritardo di 45 minuti a causa di continui rovesci) a Milano erano presenti 48 corridori di cui 14 portarono a termine il percorso.

## Ordine d'arrivo (Top 10)
| Pos. | Corridore            | Squadra | Tempo      |
| ---- | -------------------- | ------- | ---------- |
| 1    | Cyrille Van Hauwaert | Alcyon  | 11h33'00"  |
| 2    | Luigi Ganna          | Alcyon  | a 3'30"    |
| 3    | André Pottier        | Alcyon  | a 6'25"    |
| 4    | Augustin Ringeval    | Alcyon  | a 17'40"   |
| 5    | Louis Trousselier    | Alcyon  | a 33'00"   |
| 6    | Marcel Lequatre      | Alcyon  | a 47'00"   |
| 7    | Giovanni Rossignoli  | Alcyon  | a 1h05'00" |
| 8    | Jean Morini          | -       | a 1h26'00" |
| 9    | Carlo Andreoli       | -       | a 1h26'30" |
| 10   | Clemente Canepari    | Alcyon  | a 1h36'30" |